# Slottet i Cons-la-Grandville

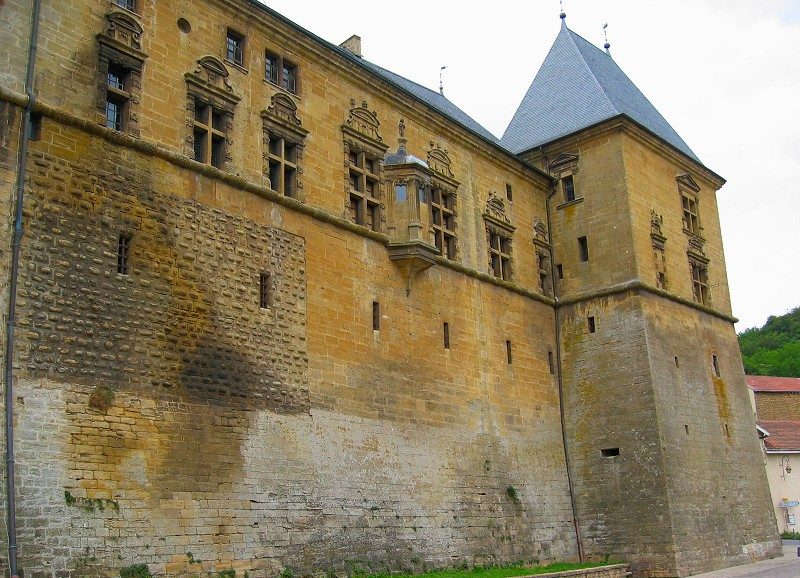
Slottet i Cons-la-Grandville, juli 2004

Slottet i Cons-la-Grandville (franska Château de Cons-la-Grandville) ligger i den franska kommunen Cons-la-Grandville i det franska departementet Meurthe-et-Moselle.

## Beskrivning
Slottet består av en ensam byggnad med inslag från de romanska och klassiska perioderna.
Det första slottet på platsen byggdes i slutet av 1000-talet för Dudon de Cons och byggdes om före 1248 åt Jacques de Cons. Ett runt torn och en fasad finns kvar från den tiden.
Det nuvarande slottet är byggt på återstoden av det medeltida slottet och omges av staden samt trädbevuxna kullar. Det byggdes om åt Martin de Custine i gul kalksten under senrenässansen, med början 1572. Den norra fasaden består av fönster från 1572, 1573, 1574 och 1575.
Slottet byggdes delvis om under trettioåriga kriget. Den norra fasaden byggdes om 1688, vilket tidsangivelserna på de nionde och tionde fönstren är ett bevis på. Ytterligare ombyggnader gjordes 1717, under 1730-talet samt i slutet av 1800-talet.
Inom området finns även en ladugård från 1700-talet byggd i ek, liksom en trädgård.
Vid sidan om slottet finns ett benediktkloster som byggdes om under den klassiska perioden men med romanska inslag från 1000-talet och valv dekorerade med gotiska fresker från 1300-talet.
Slottet är öppet för allmänheten, och sedan 1984 har egendomen och dess omgivningar restaurerats. Sedan 1987 är slottet klassificerats som monument historique.